# Nicolaus A. Huber
Nicolaus Anton Huber (* 15. Dezember 1939 in Passau) ist ein deutscher Komponist.

## Leben
Huber wuchs in Waldkirchen auf. Nach dem Abitur am Humanistischen Gymnasium Passau studierte er an der Musikhochschule München, zunächst von 1958 bis 1962 Schulmusik (unter anderem Klavier bei Oskar Koebel) und anschließend bis 1967 Komposition bei Franz Xaver Lehner und Günter Bialas. Von 1965 bis 1966 arbeitete er gemeinsam mit Josef Anton Riedl im Siemens-Studio für elektronische Musik in München. 
Es folgten Studien bei Karlheinz Stockhausen (Darmstädter Ferienkurse „Ensemble“ 1967) und bei Luigi Nono in Venedig. Danach war er von 1969 bis 1971 Mitglied im Ensemble von J. A. Riedl und 1970/71 Stipendiat an der Cité Internationale des Arts Paris. Von 1975 bis 1980 arbeitete er mit Peter Maiwald, Therese Angeloff und einer freien Theatergruppe zusammen und unternahm Tourneen durch Deutschland mit politischen Revuen und Kulturprogrammen. 
Von 1974 bis zu seiner Emeritierung im Jahr 2003 lehrte Huber als Professor für Komposition an der Folkwang-Hochschule in Essen. Zu seinen Schülern zählten u. a. Max E. Keller, Martin Schüttler, Robin Hoffmann, Gerald Eckert, Daniel Ott, Ludger Brümmer, Kunsu Shim, Gerhard Stäbler und Jörg Birkenkötter. Er ist seit 1993 Mitglied der Akademien der Künste Berlin und Leipzig und seit 2019 Ehrenmitglied der Bayerischen Akademie der Schönen Künste.
Hubers Werke wurden unter anderem bei internationalen Musikfestivals aufgeführt, zum Beispiel bei den Donaueschinger Musiktagen, der Musik-Biennale Berlin, den Wien modern, beim Holland Festival, beim Warschauer Herbst, beim Festival d' Automne in Paris, beim Festival Ars Musica in Brüssel und bei den Wittener Tagen für neue Kammermusik.
Das Nicolaus-A.-Huber-Archiv befindet sich im Musikarchiv der Akademie der Künste Berlin (Standort: Robert-Koch-Platz) und kann neben der Online-Recherche nach Voranmeldung eingesehen werden.
Huber ist mit der kanadischen Pianistin Catherine Vickers verheiratet.

## Kompositionsstil
Huber erfand die Technik der „konzeptionellen Rhythmuskomposition“ und vor allem die der rhythmischen Modulation, mit deren Hilfe unabhängige Dauern und metrische Modelle in jede Richtung moduliert und verschränkt werden können. Ab 1994 arbeitet er erneut mit „Wiederholung“ (als gestreute, fraktale, zusammenhangabstoßende, als Mehrfachdarstellung, als multifocales Hören). Nach Unschärfen der musikalischen Gestalten (thalassale Regression) und ihrer Ränder thematisiert er aus der Quantentheorie stammende Begriffe wie Nicht-Lokalität, Wahrscheinlichkeitswelle, Welcher-Weg-Information u. ä. als harmonische Doppelnatur von Tönen (Teilchen- und Wellencharakter) mit harmonischen Reichweiten über ein ganzes Stück hinweg (etwa seit 2002).

## Werke (Auswahl)
- Zwei Chöre mit Texten von Paul Celan (1965)
- Streichquartett Informationen über die Töne e-f (1966)
- Parusie – Annäherung und Entfernung für großes Orchester und Tonband (1967)
- Traummechanik für Schlagzeug und Klavier (1967)
- Versuch über Sprache für sechzehn Solostimmen, chinesisches Becken, Hammondorgel, Kontrabass und zweikanaliges Tonband auf Texte von Alkaios, Johann Wolfgang von Goethe, Friedrich Hölderlin und Karl Marx (1969)
- Aion für vierkanaliges Tonband und Gerüche (1968–72)
- Anerkennung und Aufhebung (Lukács) für 4 Filme und Klangquellen (1971/1972)
- Harakiri für kleines Orchester und Tonband (1971)
- Gespenster für großes Orchester, Sänger/Sprecher und Tonband mit Texten von Bertolt Brecht und Peter Maiwald (1976)
- Darabukka für Klavier (1976)
- dasselbe ist nicht dasselbe für kleine Trommel (1978)
- Morgenlied für großes Orchester (1980)
- Vor und zurück für Oboe (1981)
- Sechs Bagatellen für Kammerensemble und Tonband (1981)
- Aus Schmerz und Trauer für Altsaxophon oder Klarinette in B (oder Bassetthorn) (1982)
- Der Ausrufer steigt ins Innere für Violoncello (1984)
- La Force du Vertige für Flöte, Klarinette, Violine, Violoncello und Klavier (1985)
- Demijour für Oboe, Violoncello und Klavier (1985–86)
- Doubles, mit einem beweglichen Ton für Streichquartett (1987)
- Go Ahead. Musik für Orchester mit Shrugs (1988)
- Herbstfestival für vier Schlagzeuger (1989)
- Drei Stücke für Orchester mit Atmer/Sänger und obligatem Klavier (1990–91)
- „Mit etwas Extremismus“ und einer Muskel-Coda (1991)
- Offenes Fragment für Sopran, Flöte, Gitarre und Schlagzeug (1991)
- An Hölderlins Umnachtung für Kammerensemble (1992)
- First play Mozart für Flöte solo (1993)
- Don’t fence me in für Flöte, Oboe und Klarinette (1994)
- Disappearances für Klavier (1995)
- Als eine Aussicht weit… für Flöte, Viola und Harfe (1996)
- Mit Erinnerung für Fagott solo (1996)
- Covered with music für Sopran, Flöte, Akkordeon, Schlagzeug und Kontrabass (1997)
- Modell im Rückspiegel für Orchester (1998)
- Ach, das Erhabene… (G. Benn) betäubte fragmente für zwei verschränkte Chöre à 36 Stimmen (1999)
- Der entkommene Orpheus für vier Gitarren (2001)
- O dieses Lichts! (G. Benn) für Flöte, Violoncello und Klavier (2002)
- Pour les Enfants du Paradis für Klavier (2003)
- Werden Fische je das Wasser leid? (Ch. Bukowski) Musik mit Neglect-Syndrom für Sopran und Instrumentalisten (2003)
- doux et scintillant für Trompete (2004)
- schwirren flu:xs (und Selbstbildnis) für Orchester (2005)
- Weiße Radierung (2006) für Orchester
- Silver Silence für Violine, Violoncello und Klavier (2006)
- EN für Viola solo (2006)
- Wechselwirkung für Violoncello solo (2007)
- leggiero mit weissglut für Bass-/Piccoloflöte, Klavier und Schlagzeug (2007)
- fingercapriccio für zwei Schlagzeuger (2007)
- Konzert für naturmodulierte Soli und Ensemble (2008)
- Angel Dust für Posaune und Akkordeon (2008)
- Titty Twister für Viola und Akkordeon (2009)
- Ich und Ich für Sopran, Instrumentalisten und Video ad lib. (2010)
- Póthos für 1 Schlagzeuger (2010)
- Hímeros für Harfe und Schlagzeug und CD-Zuspielungen (2011)
- Zum Beispiel: wogende Äste für Ensemble und CD-Zuspielung (2011)
- Erosfragmente, Solo für 18 Klangschalen, Toy Piano, Knackfrosch, Kwängwari, Rainmaker (2012)
- Sister Sounds Solo für Glissandoflöte und 4 Klangschalen (2012)
- L’inframince – extended 3 Sätze für Ensemble Zuspielung und Video mit einer Frankfurter Coda ad lib. (2014)
- No Exit – verwunschene Fixierung für Ensemble, Audio- und Videozuspielung (2014)
- with ego amplitudes für Violine und Klavier (2016) UA Toronto 2016
- Entschwindungen für 24st. Chor, 2 Schlagzeuger und Zuspielungen (2016)  UA Stuttgart/ECLAT 2017
- SPLIT BRAIN mit vorausgehendem Solo-Shrug für Orchester (2016) UA Witten 2017
- … der arabischen 4  für Orchester mit Zuspielungen (2017) UA Wien modern 2018
- Algol – Nachspiel zu Aion für Klavier (2019) UA Hannover 2019
- Lockdown  Basket Music für Orchester (2020) UA Essen NOW Festival 2021
- laissez vibrer für 18 Röhrenglocken (2021) UA Lockenhaus 2021[9]
- Charakterstück: SFinAGONx WÄH für Lucia Joyce. Für Akkordeon solo, Stimme und Flexaton (UA 2022)[10]

Politrevuen:
- Don Quichotte und Sancho Pansa in den Irrungen und Wirrungen der westlichen Demokratie (1976, Düsseldorf)
- Hanna und Paul oder: Der Sozialismus kommt selten allein (1977, Düsseldorf)
- Faust, der Tragödie unbekannter Teil (1978–79, Bochum)
- Staatszirkus (1980, Nürnberg)

## Preise
- 1969: Förderpreis Musik der Landeshauptstadt München
- 1970: Darmstädter Kompositionspreis
- 1988: Förderungspreis Musik der Akademie der Künste Berlin
- 2007: Gerda-und-Günter-Bialas-Preis der Bayerischen Akademie der Schönen Künste München

## Schriften
- Nicolaus A. Huber. Durchleuchtungen. Texte zur Musik 1964–1999, hg. von Josef Häusler, Breitkopf & Härtel, Wiesbaden 2000, ISBN 3-7651-0328-4.
- „Die Zeit ist buchstabengenau und allbarmherzig“. Zu Hölderlin in meinen Kompositionen, in: Dissonanz, 2002, H. 76, S. 4–13; H. 77, S. 4–15.
- Pour les Enfants du paradis. Kurze Charakterstücke für KlavierPlus (2003), in: Hören und Sehen – Musik audiovisuell. Wahrnehmung im Wandel. Produktion – Rezeption – Analyse – Vermittlung, = Veröffentlichungen des Instituts für Neue Musik und Musikerziehung, Band 45, Schott, Mainz 2005, S. 57–61, ISBN 3-7957-1835-X.

## Diskografie (Auswahl)
- Nicolaus A. Huber: Gesamtklavierwerk 1964–1996. Catherine Vickers, Klavier (Koch Schwann; 1998)
- ca. 60 Kompositionen auf CD, einige Werke auch mehrmals. Vgl. Discogs.